# Brigitte Sindelar

Brigitte Sindelar auf einem Kongress 2014

Brigitte Sindelar (manchmal auch: Brigitte Sindelarová, * 14. Januar 1952 im Burgenland) ist eine österreichische Psychologin, Psychotherapeutin nach Alfred Adler (Individualpsychologie), Autorin und Hochschullehrerin.
Sindelar leitet die Abteilung Kinder- und Jugendlichenpsychotherapie an der Sigmund Freud PrivatUniversität Wien. Sie wurde 1976 zum Dr. phil. promoviert und habilitierte sich 2012. Sie gilt als Spezialistin für Teilleistungsschwächen und Rorschach-Tests. Sie ist die Gründerin von zahlreichen Schmunzelclubs in Österreich, Deutschland und der Slowakei. Seit November 2012 hat Brigitte Sindelar die Funktion der Vizerektorin Forschung der Sigmund Freud PrivatUniversität Wien inne.
Sindelar ist Trägerin des Österreichischen Ehrenkreuzes für Wissenschaft und Kunst.

## Publikationen (Auswahl)
- Migration als Entwicklungsrisiko. Untersuchung zur Sprachentwicklung von Vorschulkindern. SFU, Wien 2008, ISBN 978-3-902626-01-1.
- Testtheoretische Analyse und Standardisierung des Verfahrens zur Erfassung von Teilleistungsschwächen. Austria Press, Wien 2006.
- Leitfaden zur Behandlung von Teilleistungsschwächen. 4. Auflage, Austria Press, Wien 2005.
- Fragenkatalog zur Ortung von Teilleistungsschwächen. 4. Auflage, Austria Press, Wien 2005.
- Pedcházíme poruchám uení. Portál, Praha, 1996.
- Teilleistungsschwächen. Sindelar, Wien 1994.